# Parafia św. Brata Alberta w Busku-Zdroju
Parafia św. Brata Alberta w Busku-Zdroju – parafia rzymskokatolicka dekanatu buskiego diecezji kieleckiej pw. bł. Alberta. Została erygowana 20 grudnia 1983 r. dekretem biskupa Stanisława Szymeckiego.

## Historia
Powołanie parafii poprzedzone zostało utworzeniem 9 września 1983 r. samodzielnego duszpasterstwa na terenach wydzielonych z parafii pw. Niepokalanego Poczęcia Najświętszej Marii Panny, obejmujących wiernych zamieszkujących południową część Buska, Chotelek, Horakowę, Wolicę Starą i Nową, część Radzanowa, Siesławice i Zbludowice.
W chwili powołania parafia dysponowała jedynie małą kaplicą św. Anny w parku zdrojowym i kościółkiem w Chotelku. Nie miała plebanii, sal katechetycznych, placu pod nowy kościół.
Akt erygowania parafii został ogłoszony 24 grudnia 1983 r. przez ks. biskupa Stanisława Szymeckiego w trakcie odprawianej przez niego Pasterki. W darze dla nowo powstałej parafii ks. biskup przekazał ornat, kielich i patenę.
Kamień węgielny pod nową świątynię został poświęcony przez papieża Jana Pawła II 22 czerwca 1983 podczas mszy świętej na krakowskich Błoniach, na której br. Albert został ogłoszony przez papieża błogosławionym.
Kaplica św. Anny pełniła funkcję kaplicy parafialnej do 1993 r. 30 maja 1993 roku został poświęcony budynek katechetyczny przy budującym się kościele, który przejął on funkcję kaplicy parafialnej.
W 1985 r. parafia pozyskała lokalizację i działkę u zbiegu ul. Waryńskiego i ul. Lipowej pod budowę kościoła i innych obiektów. W tym samym roku rozpoczęto budowę Domu Parafialnego. 29 lutego 1988 r. zatwierdzone zostały plany budowy kościoła, autorstwa mgr inż. arch. Władysława Markulisa i inż. Bogdana Cioka. Prace fundamentowe przy kościele trwały od maja 1990 r. do października 1991 r. Mury kościoła budowano od 1992 r. do 7 lipca 1996 r. W czerwcu 1997 r. Rozpoczęto prace przy stalowej konstrukcji dachu.
W 1997 r. zostały ufundowane trzy dzwony, które w dniu 29 maja 1997 r. w Boże Ciało poświęcił ks. biskup Mieczysław Jaworski.
W grudniu 2024 świątynia w Busku-Zdroju została ogłoszona sanktuarium św. Brata Alberta.

## Proboszczowie
- ks. Franciszek Berak (20 grudnia 1983 – 1993)
- ks. Marek Podyma (1993–2022)
- ks. dr Andrzej Jankoski (od 2022)

## Media parafialne
Parafia wydaje miesięcznik zatytułowany „Boski Zdrój”.

## Kościoły filialne

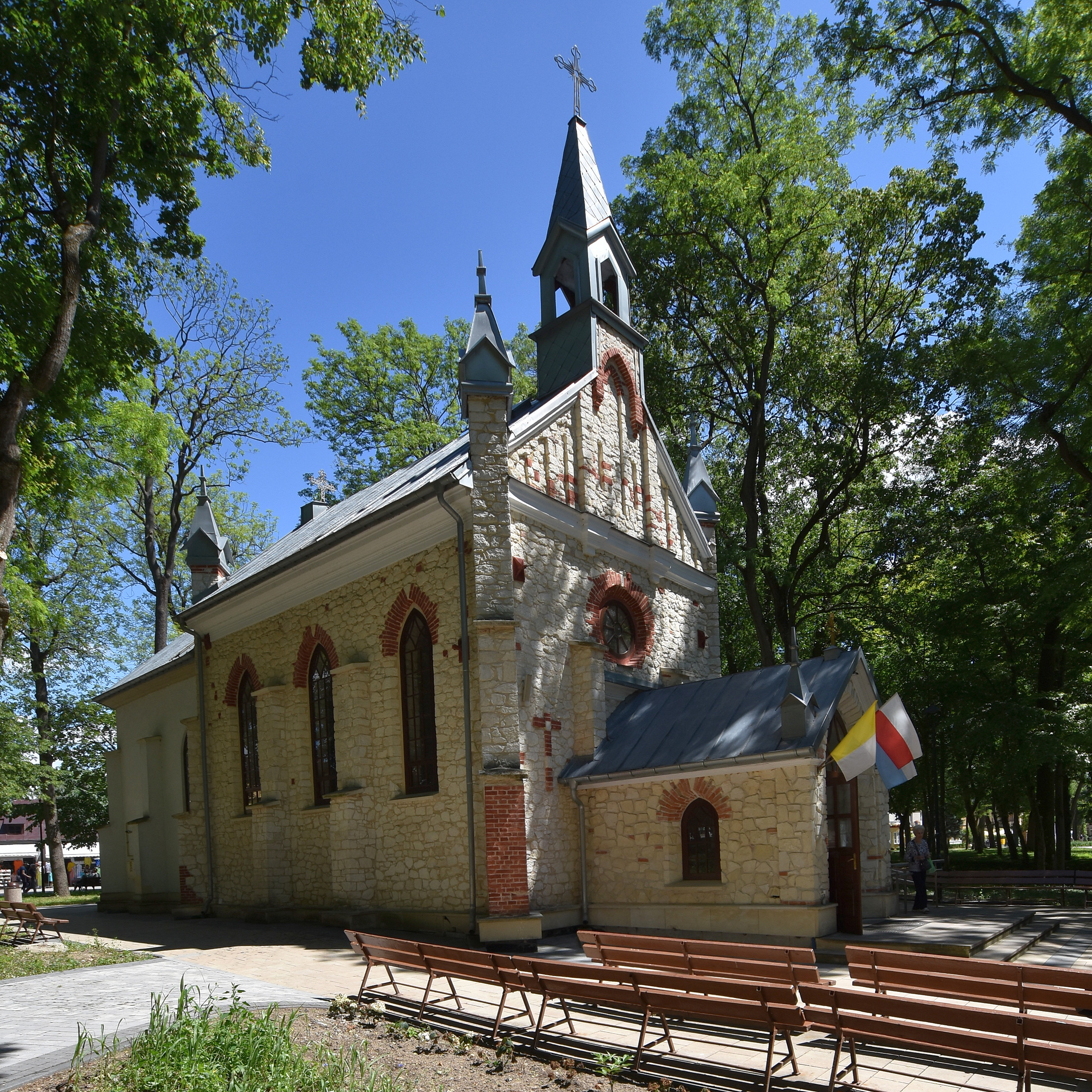
Kaplica zdrojowa św. Anny w Busku-Zdroju
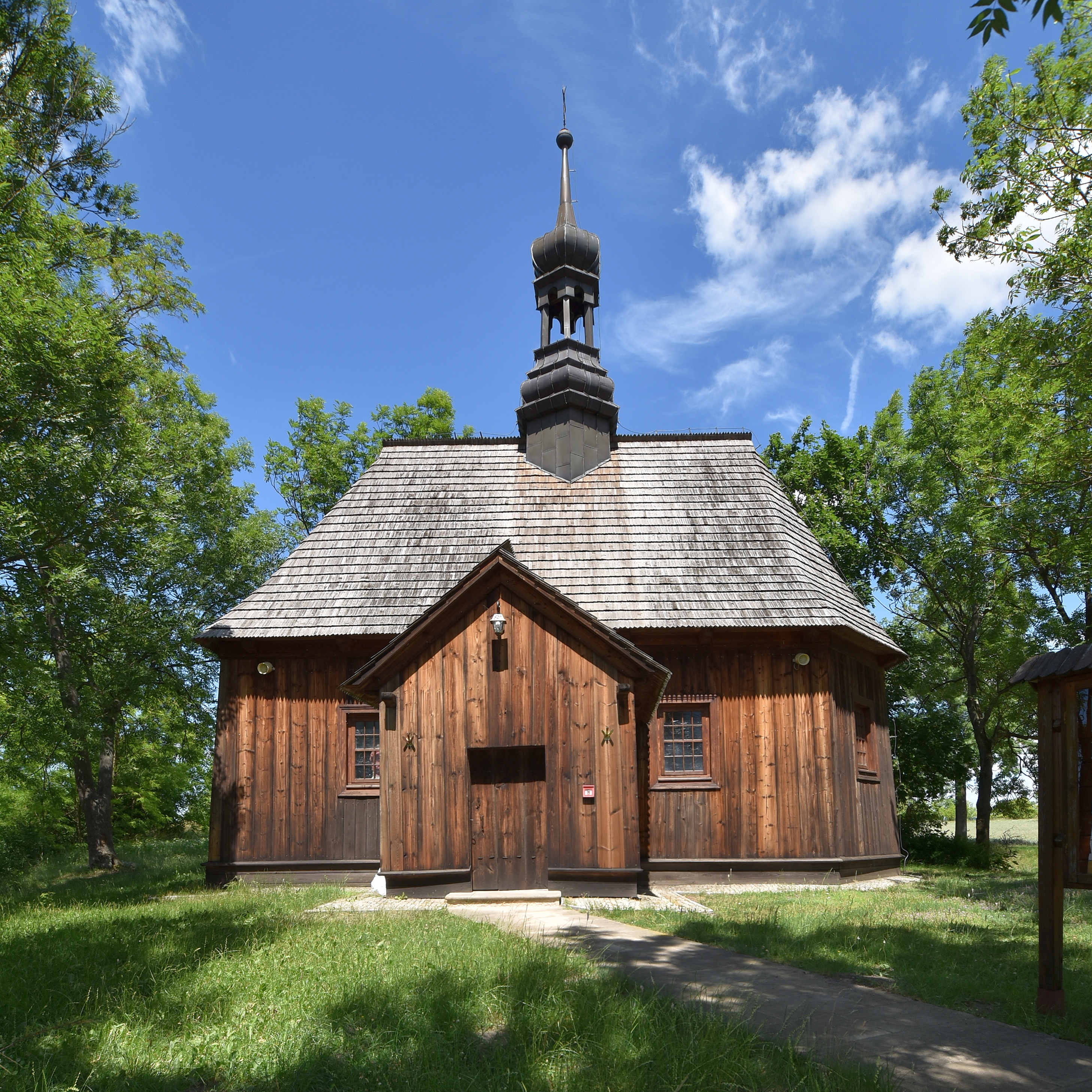
Kościół św. Stanisława Biskupa w Chotelku